# Nati nel 1932/Aprile
| Questa pagina contiene informazioni ricavate automaticamente dalle voci biografiche con l'ausilio del template Bio e di un bot. L'aggiornamento è periodico e automatico e ricostruisce completamente la pagina. Se manca una persona in questa lista, sei pregato di non aggiungerla, ma accertati piuttosto che la sua voce biografica contenga il template Bio e che i dati anagrafici siano correttamente compilati. Se il template Bio manca, inseriscilo tu stesso o, in alternativa, metti l'avviso {{tmp\|Bio}} che ne segnala la mancanza. Se i dati riportati sono sbagliati, correggi direttamente la voce biografica; le modifiche saranno visibili in questa lista entro pochi giorni. Per chiarimenti vedi il progetto biografie. La lista contiene solo le 183 persone che sono citate nell'enciclopedia e per le quali è stato implementato correttamente il template Bio. Pagina aggiornata al 18 ago 2025. |

- 1º aprile - Georges Garvarentz, compositore francese († 1993)
- 1º aprile - Gordon Jump, attore statunitense († 2003)
- 1º aprile - Ettore Mo, giornalista, scrittore e viaggiatore italiano († 2023)
- 1º aprile - Ángel Paz Domínguez, ex calciatore spagnolo
- 1º aprile - Debbie Reynolds, attrice, cantante e ballerina statunitense († 2016)
- 2 aprile - Diane Cilento, attrice australiana († 2011)
- 2 aprile - Edward Michael Egan, cardinale e arcivescovo cattolico statunitense († 2015)
- 2 aprile - Jean Favier, storico e archivista francese († 2014)
- 2 aprile - Massimo Trella, ingegnere italiano († 2002)
- 2 aprile - Siegfried Rauch, attore tedesco († 2018)
- 2 aprile - Margarita Xhepa, attrice albanese († 2025)
- 3 aprile - William Disney, pattinatore di velocità su ghiaccio statunitense († 2009)
- 3 aprile - Baldassarre Furnari, politico italiano († 2005)
- 3 aprile - Irma Johansson, ex fondista svedese
- 3 aprile - Michel Macquet, giavellottista, pallamanista e ginnasta francese († 2002)
- 3 aprile - George Stevens Jr., produttore televisivo, sceneggiatore e regista statunitense
- 3 aprile - Isabella Valdettaro, ex modella italiana
- 3 aprile - Giobatta Zoppelletto, ex calciatore italiano
- 4 aprile - Antonio Baseotto, vescovo cattolico argentino († 2025)
- 4 aprile - Clive Davis, produttore discografico statunitense
- 4 aprile - Yasuharu Hasebe, regista e sceneggiatore giapponese († 2009)
- 4 aprile - Pierre Lacotte, ballerino, coreografo e direttore artistico francese († 2023)
- 4 aprile - Dick Lugar, politico statunitense († 2019)
- 4 aprile - Anthony Perkins, attore, regista e sceneggiatore statunitense († 1992)
- 4 aprile - Ladislav Přáda, calciatore cecoslovacco († 1995)
- 4 aprile - Józef Razowski, entomologo polacco
- 4 aprile - Andrej Tarkovskij, regista, sceneggiatore e montatore sovietico († 1986)
- 5 aprile - Bora Ćosić, scrittore serbo
- 5 aprile - Giancarlo Dettori, attore italiano
- 5 aprile - Yukimitsu Kanō, judoka e dirigente sportivo giapponese († 2020)
- 5 aprile - Sirio Maccioni, scrittore e imprenditore italiano († 2020)
- 5 aprile - Gianfranco Mingozzi, regista e sceneggiatore italiano († 2009)
- 5 aprile - Renata Zatti Cicuttini, pianista, compositrice e violoncellista italiana († 2003)
- 6 aprile - Nick Begich, politico statunitense
- 6 aprile - Helmut Griem, attore tedesco († 2004)
- 6 aprile - Toshiko Kobayashi, attrice giapponese († 2016)
- 6 aprile - Dániel Magay, ex schermidore ungherese
- 7 aprile - Licia Badesi Polverini, politica, scrittrice e attivista italiana
- 7 aprile - Hans Ulrich Baumberger, dirigente d'azienda e politico svizzero († 2022)
- 7 aprile - Bruce Alexander Cook, giornalista e scrittore statunitense († 2003)
- 7 aprile - Françoise Dior, politica francese († 1993)
- 7 aprile - Giancarlo Piombino, politico italiano
- 7 aprile - Carlo Sabatini, attore e doppiatore italiano († 2020)
- 8 aprile - József Antall, politico ungherese († 1993)
- 8 aprile - Vincenzo Buonocore, giurista e politico italiano († 2009)
- 8 aprile - Alberto Callejo, calciatore spagnolo († 2013)
- 8 aprile - Mario Costalonga, musicista italiano († 2014)
- 8 aprile - Godwin Ekhart, pittore austriaco († 1995)
- 8 aprile - Massimo Griffo, scrittore, saggista e giornalista italiano († 2016)
- 8 aprile - Iskandar di Johor, sovrano malese († 2010)
- 8 aprile - Jean-Paul Rappeneau, regista e sceneggiatore francese
- 8 aprile - Humberto Rosa, calciatore e allenatore di calcio argentino († 2017)
- 8 aprile - Shigeru Tsuyuguchi, attore giapponese
- 9 aprile - Enzo Croatto, linguista italiano
- 9 aprile - Mati Klarwein, pittore tedesco († 2002)
- 9 aprile - Paul Krassner, scrittore statunitense († 2019)
- 9 aprile - Carl Perkins, cantante, compositore e chitarrista statunitense († 1998)
- 9 aprile - Jerzy Feliks Urman, polacco († 1943)
- 10 aprile - José Bileu, calciatore portoghese († 2016)
- 10 aprile - Pietro Campedelli, produttore televisivo e dirigente d'azienda italiano
- 10 aprile - Omar Sharif, attore e giocatore di bridge egiziano († 2015)
- 10 aprile - Mae Faggs, velocista statunitense († 2000)
- 10 aprile - Adrian Henri, poeta britannico († 2000)
- 10 aprile - Delphine Seyrig, attrice, regista e attivista francese († 1990)
- 10 aprile - Juan Vairo, ex calciatore argentino
- 11 aprile - Ferdinand Feller, calciatore svizzero († 2001)
- 11 aprile - Marcello Gavio, imprenditore italiano († 2009)
- 11 aprile - Joel Grey, attore, cantante e regista teatrale statunitense
- 11 aprile - Giorgio Upiglio, incisore italiano († 2013)
- 12 aprile - Tiny Tim, musicista e cantante statunitense († 1996)
- 12 aprile - Jack Gelber, drammaturgo statunitense († 2003)
- 12 aprile - Corrado Gex, politico e aviatore italiano († 1966)
- 12 aprile - Jean-Pierre Marielle, attore francese († 2019)
- 12 aprile - Philippe Nozières, fisico francese († 2022)
- 12 aprile - Bohdan Przywarski, cestista polacco († 2013)
- 13 aprile - Dino Bruni, ex ciclista su strada italiano
- 13 aprile - Dick Farley, cestista statunitense († 1969)
- 13 aprile - Emilio Gratton, allenatore di calcio e calciatore italiano († 2014)
- 13 aprile - Orlando Letelier, diplomatico e politico cileno († 1976)
- 13 aprile - John Neal, allenatore di calcio e calciatore inglese († 2014)
- 13 aprile - Jennifer Nicks, pattinatrice artistica su ghiaccio britannica († 1980)
- 13 aprile - Paul Pascon, sociologo marocchino († 1985)
- 13 aprile - Zdenek Pouzar, micologo ceco († 2023)
- 13 aprile - Margareta Teodorescu, scacchista rumena († 2013)
- 14 aprile - Esteban Areta, calciatore spagnolo († 2007)
- 14 aprile - Alisa Asit'ashvili, cestista sovietica († 2015)
- 14 aprile - Paolo Casini, filosofo e storico italiano
- 14 aprile - Mario Gervasoni, ciclista su strada italiano († 2014)
- 14 aprile - Brian Johnston, critico letterario britannico († 2013)
- 14 aprile - Loretta Lynn, cantautrice statunitense († 2022)
- 15 aprile - Leif Krantz, regista televisivo, sceneggiatore e produttore televisivo svedese († 2012)
- 15 aprile - André Pascal, compositore francese († 2001)
- 15 aprile - Paulinho de Almeida, calciatore e allenatore di calcio brasiliano († 2007)
- 15 aprile - Pete Silas, cestista statunitense († 2014)
- 15 aprile - Roel Wiersma, calciatore olandese († 1992)
- 16 aprile - Giuseppe Centore, presbitero e scrittore italiano († 2023)
- 16 aprile - Roberto Diso, fumettista italiano
- 16 aprile - Nodar Gvakharia, pallanuotista sovietico († 1996)
- 16 aprile - Jack Kuper, scrittore, sceneggiatore e regista canadese
- 16 aprile - Qahhor Mahkamov, politico tagiko († 2016)
- 16 aprile - Pierre Milza, storico francese († 2018)
- 16 aprile - Imre Polyák, lottatore ungherese († 2010)
- 16 aprile - Henk Schouten, calciatore olandese († 2018)
- 17 aprile - Jean-Pierre Kintz, storico e docente francese († 2018)
- 17 aprile - Ulderico Munzi, giornalista e scrittore italiano († 2020)
- 17 aprile - Adelmo Ponzoni, calciatore italiano († 2008)
- 17 aprile - Šazam Safin, lottatore sovietico († 1985)
- 18 aprile - Öllegård Wellton, attrice svedese († 1991)
- 18 aprile - Francesco Zagatti, calciatore e allenatore di calcio italiano († 2009)
- 19 aprile - Fernando Botero, pittore, scultore e disegnatore colombiano († 2023)
- 19 aprile - Sergio Dangelo, pittore e illustratore italiano († 2022)
- 19 aprile - Ivo Faenzi, politico italiano
- 19 aprile - Susanne Lautenbacher, violinista tedesca († 2020)
- 19 aprile - Andrea Mead Lawrence, sciatrice alpina e ambientalista statunitense († 2009)
- 20 aprile - Ralph Alfidi, medico statunitense († 2012)
- 20 aprile - Jędrzej Bednarowicz, ex cestista polacco
- 20 aprile - Myriam Bru, attrice francese
- 20 aprile - Rosa Lobato de Faria, poetessa, paroliera e attrice portoghese († 2010)
- 20 aprile - Norby Walters, imprenditore statunitense († 2023)
- 20 aprile - Trifon Xhagjika, militare, poeta e giornalista albanese († 1963)
- 21 aprile - Antonino Cuffaro, politico italiano († 2019)
- 21 aprile - Slide Hampton, trombonista e compositore statunitense († 2021)
- 21 aprile - Elaine May, regista, sceneggiatrice e attrice statunitense
- 21 aprile - Angela Mortimer, ex tennista britannica
- 21 aprile - Max Pfister, linguista e filologo svizzero († 2017)
- 22 aprile - Dante Bini, architetto italiano
- 22 aprile - Michael Colgrass, musicista, compositore e docente canadese († 2019)
- 22 aprile - Red Davis, ex cestista statunitense
- 22 aprile - Anthony Soter Fernandez, cardinale e arcivescovo cattolico malese († 2020)
- 22 aprile - Jimmy il Fenomeno, attore e comico italiano († 2018)
- 22 aprile - Aino Pervik, scrittrice, traduttrice e critica letteraria estone († 2025)
- 22 aprile - Isao Tomita, compositore, tastierista e arrangiatore giapponese († 2016)
- 23 aprile - Giuseppe Bonazzi, sociologo italiano
- 23 aprile - Arrigo Cipriani, imprenditore e scrittore italiano
- 23 aprile - James F. Fixx, scrittore statunitense († 1984)
- 23 aprile - Halston, stilista statunitense († 1990)
- 23 aprile - Ivan Šantek, calciatore jugoslavo († 2015)
- 24 aprile - Gregory DePalma, mafioso statunitense († 2009)
- 24 aprile - Vladimir Engibarjan, pugile armeno († 2013)
- 24 aprile - Tamás Gábor, schermidore ungherese († 2007)
- 24 aprile - Douglas McIlroy, matematico, ingegnere e programmatore statunitense
- 25 aprile - Francesco Anselmo, pianista, arrangiatore e direttore d'orchestra italiano
- 25 aprile - Sisto Dalla Palma, critico teatrale, direttore artistico e direttore teatrale italiano († 2011)
- 25 aprile - Nikolaj Kardašëv, astronomo russo († 2019)
- 25 aprile - Meadowlark Lemon, cestista e attore statunitense († 2015)
- 25 aprile - Lia Manoliu, discobola rumena († 1998)
- 25 aprile - Muhamed Mujić, calciatore jugoslavo († 2016)
- 25 aprile - T. V. Olsen, scrittore statunitense († 1993)
- 25 aprile - William Roache, attore britannico
- 25 aprile - Agostinho dos Santos, cantante brasiliano († 1973)
- 26 aprile - Shirley Cawley, ex lunghista britannica
- 26 aprile - Sira Escudero, cestista paraguaiana († 2006)
- 26 aprile - Francis Lai, compositore francese († 2018)
- 26 aprile - Red Morrison, cestista statunitense († 2023)
- 26 aprile - Michael Smith, chimico inglese († 2000)
- 26 aprile - Manuel Zarzo, attore spagnolo († 2025)
- 27 aprile - Charles Adkins, pugile statunitense († 1993)
- 27 aprile - José Rita, calciatore portoghese († 1977)
- 27 aprile - François Bayle, compositore francese
- 27 aprile - Anouk Aimée, attrice francese († 2024)
- 27 aprile - Marujita Díaz, attrice spagnola († 2015)
- 27 aprile - Ugo Forno, partigiano italiano († 1944)
- 27 aprile - Ellen Ganneskov, pallamanista e cestista danese († 2014)
- 27 aprile - Casey Kasem, conduttore radiofonico, doppiatore e attore statunitense († 2014)
- 27 aprile - Chuck Knox, allenatore di football americano statunitense († 2018)
- 27 aprile - Enzo Mari, designer italiano († 2020)
- 27 aprile - Derek Minter, pilota motociclistico britannico († 2015)
- 27 aprile - Luigi Rossi Bernardi, biochimico e politico italiano († 2019)
- 27 aprile - Gian-Carlo Rota, matematico e filosofo italiano († 1999)
- 28 aprile - Sven Lindqvist, scrittore svedese († 2019)
- 28 aprile - Alziro Molin, alpinista italiano († 2023)
- 28 aprile - Américo Murolo, calciatore brasiliano († 2014)
- 28 aprile - Ramiro Valdés, politico, rivoluzionario e militare cubano
- 29 aprile - Alberto Alberti, produttore discografico italiano († 2006)
- 29 aprile - Hu Jinquan, regista, sceneggiatore e scenografo cinese († 1997)
- 29 aprile - Terumi Tanaka, attivista giapponese
- 29 aprile - Octavio Trillini, ex calciatore argentino
- 30 aprile - Piero Cazzaniga, calciatore italiano († 2022)
- 30 aprile - Nikola Ilov, cestista bulgaro
- 30 aprile - Maurice Philippe, ingegnere britannico († 1989)
- 30 aprile - Ray Reed, pilota automobilistico rhodesiano († 1965)
- 30 aprile - Antonio Tejero Molina, ex militare e criminale spagnolo
- 30 aprile - Mário Travaglini, calciatore e allenatore di calcio brasiliano († 2014)